# Грабнер, Максимилиан
Максимилиан Грабнер (нем. Maximilian Grabner; 2 октября 1905, Вена, Австро-Венгрия — 24 января 1948, Краков, ПНР) — австрийский унтерштурмфюрер СС, начальник политического отдела концлагеря Освенцим.

## Биография
Максимилиан Грабнер родился 2 октября 1905 года в Вене. После окончания школы в 1920-х годах работал лесорубом. После короткого курса подготовки в 1930 году был принят в австрийскую полицию, где служил следователем в полицейском управлении Вены. 1 августа 1932 года вступил в НСДАП (билет № 1214137). После Аншлюса Австрии в сентябре 1938 года был зачислен в ряды СС, где дослужился до звания унтерштурмфюрера СС.
С ноября 1939 года служил секретарём уголовной полиции в отделении гестапо в Катовице. В конце мая 1940 года стал начальником политического отдела в недавно созданном концлагере Освенцим, так как тот находился в районе его полицейского округа. Его положение в лагерной иерархии было двойственным, так как, с одной стороны, он должен был выполнять дисциплинарные и административные распоряжения коменданта лагеря, а с другой, при исполнении служебных обязанностей он подчинялся только вышестоящим чинам гестапо. В его основные задачи входили предотвращения побегов заключённых и контактов с внешним миром, борьба с лагерным движением сопротивления, составление карточек для заключённых и переписка с гестапо, уголовной полицией и Главным управлением имперской безопасности (РСХА). В присутствии своего начальника шефа гестапо в Катовице Рудольфа Мильднера он участвовал в заседаниях военно-полевых и полицейских судов в Освенциме. Сотрудники Грабнера, в частности Вильгельм Богер, проводили назначенные им допросы заключённых, систематически пытая их, а затем заключали их в бункер блока № 11. Вместе с шуцхафтлагерфюрером он принимал участие в так называемых «чистках бункеров», вследствие которых заключённых произвольно расстреливали во дворе между блоками 10 и 11 у «чёрной стенки».
В сентябре 1942 года был награждён Крестом «За военные заслуги» 2-го класса с мечами. Это награждение было предположительно связано с его участием в казнях. По словам бывшего узника Освенцима Филипа Мюлера и бывшего сотрудника политического отдела Пери Броада, он выступал с речами перед евреями, чтобы «успокоить» их перед дальнейшей отправкой в газовую камеру. Он настоятельно просил раздеться людей перед «купанием», для дальнейшего «принятия пищи и записи на работу в лагере».
30 ноября 1943 года был отстранён от должности и арестован. Его преемником стал унтерштурмфюрер Ганс Шурц. Грабнер, как и другие сотрудники лагеря, попал в поле зрения судьи СС Конрада Моргена, который расследовал преступность и коррупцию в концлагерях. После нескольких месяцев под стражей против Грабнера было открыто разбирательство в полицейском суде СС в Веймаре. Грабнера обвиняли в том, что он произвольно казнил 2000 заключённых без вышестоящего приказа от РСХА. В связи с крупными кражами и убийством 2000 человек обвинитель потребовал 12-летнего тюремного срока. Начальник гестапо Генрих Мюллер отказался от какого-либо сотрудничества в выяснении фактов, поэтому процесс был отложен. Затем Грабнер вернулся в гестапо в Катовице и впоследствии служил в гестапо в Бреслау. На основании тех же расследований в конце войны вместе с сопровождающим служащим из имперской уголовной полиции должен был явиться в Берлин, что, однако, не произошло.

### После войны
После окончания войны скрывался под видом слуги в крестьянском хозяйстве в окрестностях Вены и был арестован советскими следователями 4 августа 1945 года и заключён в полицейскую тюрьму в Вене. Арест был произведён отделом по расследованию военных преступлений  полицейского управления Вены. Главой этого отдела был Генрих Дюрмайер, который в течение долгих лет был заключённым в концлагерях Освенцим, Флоссенбюрг и Маутхаузен. В 1946 году, будучи в заключении, Грабнер заявил: «Я участвовал в убийстве 3 миллионов человек только из-за отношения к моей семье. Я никогда не был антисемитом». В январе 1947 года во время проверки камеры было обнаружено, что Грабнер готовился к побегу. 12 июля 1947 года был экстрадирован в Польшу. 22 декабря 1947 года Верховным национальным трибуналом в Кракове на Первом освенцимском процессе был приговорён к смертной казни через повешение. 28 января 1948 года приговор был приведён в исполнение в тюрьме Монтелюпих.

## Награды
- Шеврон старого бойца
- Медаль «В память 13 марта 1938 года»
- Медаль «За выслугу лет в полиции» 3-й степени (8 лет)
- Медаль «За выслугу лет в НСДАП» в бронзе (10 лет)
- Крест Военных заслуг 2-го класса с мечами
- Железный крест 2-го класса